# Ulva
Az Ulva az Ulvales rendjébe és az Ulvaceae családjába tartozó nemzetség.

## Rendszerezés
A nemzetségbe többek közt az alábbi 230 faj tartozik:
- Ulva acanthophora (Kützing) Hayden, Blomster, Maggs, P.C.Silva, Stanhope & J.R.Waaland, 2003
- Ulva aetherea Poiret
- Ulva agarum (Gmelin) Poiret vagy (Gmelin) Woodward
- Ulva ambigua De Candolle, 1815
- Ulva ampullacea Poiret
- Ulva anandii Amjad & Shameel, 1993
- Ulva aponina Meneghini
- Ulva appendiculata Schousboe
- Ulva arasakii Chihara, 1969
- Ulva ardreana M.Cormaci, G.Furnari & G.Alongi, 2013
- Ulva atroviridis Levring, 1938
- Ulva attenuata (C.Agardh) Naccari
- Ulva aurantiaca Poiret, 1808
- Ulva australis Areschoug, 1854
- Ulva bellangeri (Montagne) De Toni
- Ulva beytensis Thivy & Sharma, 1966
- Ulva biflagellata Bliding, 1944
- Ulva billardieri Mertens ex C.Agardh
- Ulva binalis Hassall
- Ulva blidingii Alongi, Cormaci & Furnari, 2014
- Ulva brevistipita V.J.Chapman, 1956
- Ulva brisbanensis L.G.Kraft, Kraft & R.F.Waller, 2010
- Ulva bulbosa Pasilot de Beauvois, 1805
- Ulva burmanica (Zeller) De Toni, 1889
- Ulva bursa (Linnaeus) Poiret
- Ulva byssoides Mertens
- Ulva calendulifolia (S.G.Gmelin) J.F.Gmelin
- Ulva californica Wille, 1899
- Ulva calophylla (Carm.) Sprengel
- Ulva caudata Schousboe
- Ulva caulescens J.V.Lamouroux
- Ulva ceranoides W.Withering
- Ulva chaetomorphoides (Børgesen) Hayden, Blomster, Maggs, P.C.Silva, M.J.Stanhope & J.R.Waaland, 2003
- Ulva ciliata (Hudson) De Candolle
- Ulva cinerea Martens ex De Notaris
- Ulva cirrosa Schousboe
- Ulva clathrata (Roth) C.Agardh, 1811
- Ulva clathratioides L.G.Kraft, Kraft & R.F.Waller, 2010
- Ulva clathrus (Gmelin) Poiret
- Ulva coccinea Hudson, 1778
- Ulva compressa Linnaeus, 1753
- Ulva confervoides Thuillier, 1813
- Ulva conglobata Kjellman, 1897
- Ulva cornea Poiret
- Ulva cornucopiae (Kützing) J.Agardh
- Ulva cornuta Lightfoot, 1777
- Ulva costata Wollny, 1881
- Ulva covelongensis V.Krishnamurthy & H.Joshi, 1969
- Ulva crassa V.J.Chapman, 1956
- Ulva crassimembrana (V.J.Chapman) Hayden, Blomster, Maggs, P.C.Silva, M.J.Stanhope & J.R.Waaland, 2003
- Ulva cribrosa (J.Agardh) Bornet
- Ulva crispa P.J.L.Dangeard, 1959
- Ulva croatica Alongi, Cormaci & Furnari, 2014
- Ulva cuneata Forsskål, 1775
- Ulva curvata (Kützing) De Toni, 1889
- Ulva cylindrica Wahlenberg, 1812
- Ulva damaeformis Roth
- Ulva dangeardii Gayral & Seizilles de Mazancourt, 1959
- Ulva denticulata P.J.L.Dangeard, 1959
- Ulva digitata (Linnaeus) De Candolle
- Ulva diluviana Schlotheim
- Ulva divisa Suhr
- Ulva elegans Gayral, 1960
- Ulva elongata Schousboe
- Ulva endiviaefolia Martius
- Ulva enteromorpha Le Jolis, 1863
- Ulva erecta (Lyngbye) Fries
- Ulva expansa (Setchell) Setchell & N.L.Gardner, 1920
- Ulva fasciculata A.P.de Candolle
- Ulva fetida (D.Villars) J.P.E.Vaucher
- Ulva filosa C.P.Thunberg
- Ulva flabelliformis Roth vagy Wulfen
- Ulva flava P.Forssk.
- Ulva flavescens Hudson, 1778
- Ulva flexuosa Wulfen, 1803
- Ulva foliacea Poiret
- Ulva fungosa (Desfontaines) Poiret
- Ulva gayralii Cauro
- Ulva gelatinosa Kützing, 1856
- Ulva geminoidea V.J.Chapman, 1956
- Ulva gigantea (Kützing) Bliding, 1969
- Ulva grandis Saifullah & Nizamuddin, 1977
- Ulva halleri (De Candolle)Poiret
- Ulva hookeriana (Kützing) Hayden, Blomster, Maggs, P.C.Silva, M.J.Stanhope & J.R.Waaland, 2003
- Ulva hopkirkii (M'Calla ex Harvey) P.Crouan & H.Crouan
- Ulva howensis (A.H.S.Lucas) Kraft, 2007
- Ulva imbricata Schousboe
- Ulva implicata Schousboe
- Ulva incurvata Parriaud, 1959
- Ulva indica Roth, 1806
- Ulva infundibuliformis Turra, 1780
- Ulva intestinalis Linnaeus, 1753
- Ulva intestinaloides (R.P.T.Koeman & Hoek) Hayden, Blomster, Maggs, P.C.Silva, M.J.Stanhope & J.R.Waaland, 2003
- Ulva intricata Thuillier, 1836
- Ulva involvens Savi
- Ulva javanica N.L.Burman, 1768
- Ulva kylinii (Bliding) H.S.Hayden, Blomster, Maggs, P.C.Silva, M.J.Stanhope & J.R.Waaland, 2003
- tengerisaláta (Ulva lactuca) Linnaeus, 1753 - típusfaj
- Ulva lactucifolia S.F.Gray
- Ulva laetevirens J.E. Areschoug, 1854
- Ulva laingii V.J.Chapman, 1956
- Ulva lapathifolia (Kützing) De Toni
- Ulva leptophylla Arasaki
- Ulva ligula (Montagne ex Kützing) De Toni
- Ulva limnetica K.Ichihara & S.Shimada, 2009
- Ulva linearis P.J.L.Dangeard, 1957
- Ulva lingulata A.P.de Candolle, 1805
- Ulva linza Linnaeus, 1753
- Ulva linzoides Alongi, Cormaci & G.Furnari, 2014
- Ulva lippii Lamouroux
- Ulva litoralis Suhr ex Kützing
- Ulva littorea Suhr
- Ulva lobata (Kützing) Harvey, 1855
- Ulva maculata Poiret
- Ulva maeotica (Proshkina-Lavrenko) P.Tsarenko, 2011
- Ulva marginata (J.Agardh) Le Jolis
- Ulva mediterranea Alongi, Cormaci & G.Furnari, 2014
- Ulva melanoidea Schousboe
- Ulva meridionalis R.Horimoto & S.Shimada, 2001
- Ulva mesenteriformis Roth
- Ulva micrococca (Kützing) Gobi
- Ulva minima Vaucher
- Ulva minuta Kützing
- Ulva moccana J.F.Gmelin
- Ulva mucosa Kützing
- Ulva multifida J.E.Smith, 1808
- Ulva mutabilis Föyn
- Ulva myriotrema (Kg.)P.L.Crouan & H.M.Crouan, 1852
- Ulva nematoidea Bory de Saint-Vincent, 1828
- Ulva nitens C.Agardh
- Ulva nitida Bertoloni, 1810
- Ulva ocellata (J.V.Lamouroux) De Candolle
- Ulva ohnoi M.Hiraoka & S.Shimada, 2004
- Ulva opuntia (Goodenough & Woodward) Poiret
- Ulva orbiculata (Thuret) Rabenhorst
- Ulva oryziformis Forsskål, 1775
- Ulva pacifica Endlicher, 1843
- Ulva papenfussii Pham-Hoàng Hô, 1969
- Ulva papyracea Schleicher vagy Balbis
- Ulva parva V.J.Chapman, 1956
- Ulva parvula Kützing
- Ulva paschima F.Bast, 2014
- Ulva patengensis Salam & Khan, 1981
- Ulva pentagonum Meneghini
- Ulva percursa (C.Agardh) C.Agardh
- Ulva phyllosa (V.J.Chapman) Papenfuss, 1960
- Ulva pisiformis Hudson, 1778
- Ulva pisum (O.F.Müller) Loureiro, 1790
- Ulva planca Suhr
- Ulva plicata O.F.Müller, 1780
- Ulva polyclada Kraft, 2007
- Ulva popenguinensis P.J.L.Dangeard, 1959
- Ulva porrifolia (S.G.Gmelin) J.F.Gmelin
- Ulva profunda W.R.Taylor, 1928
- Ulva prolifera O.F.Müller, 1778
- Ulva proliferoides L.G.Kraft, Kraft & R.F.Waller, 2010
- Ulva pseudocurvata Koeman & Hoek, 1981
- Ulva pseudolinza (R.P.T.Koeman & Hoek) H.S.Hayden, Blomster, Maggs, P.C.Silva, M.J.Stanhope & J.R.Waaland, 2003
- Ulva pseudorotundata M.Cormaci, G.Furnari & G.Alongi, 2014
- Ulva pulchra Jaasund, 1976
- Ulva purpurascens
- Ulva pusilla J.P.F.C.Montagne
- Ulva quilonensis Sindhu & Panikkar, 1995
- Ulva radiata (J.Agardh) H.S.Hayden, Blomster, Maggs, P.C.Silva, M.J.Stanhope & J.R.Waaland, 2003
- Ulva radicata A.J.Retzius vagy A.P.de Candolle
- Ulva ralfsii (Harvey) Le Jolis, 1863
- Ulva ranunculata Kraft & A.J.K.Millar, 2000
- Ulva recisa Poiret
- Ulva refracta 'J.E.Smith'
- Ulva repens Clemente, 1807
- Ulva reticulata Forsskål, 1775
- Ulva rhacodes (Holmes) Papenfuss, 1960
- Ulva rigida C.Agardh, 1823
- Ulva rivularis F.X.Wulfen vagy Corda
- Ulva rotundata Bliding, 1968
- Ulva rubens
- Ulva rupestris J.E.Smith
- Ulva saccharina (Linnaeus) De Candolle
- Ulva sagarum (S.G.Gmelin) J.F.Gmelin
- Ulva saifullahii Amjad & Shameel, 1993
- Ulva sanguinea Bellardi
- Ulva schousboei Bornet, 1892
- Ulva sericea Wulfen, 1803
- Ulva serrata A.P.de Candolle
- Ulva simplex (K.L.Vinogradova) H.S.Hayden, Blomster, Maggs, P.C.Silva, M.J.Stanhope & J.R.Waaland, 2003
- Ulva sordida Areschoug
- Ulva sorensenii V.J.Chapman, 1956
- Ulva spinulosa Okamura & Segawa, 1936
- Ulva splitiana Alongi, Cormaci & Furnari, 2014
- Ulva sporadica Miliarakis
- Ulva squamaria (Gmelin) Woodward vagy (Gmelin) Roth
- Ulva squarrosa (G.C.Oeder) J.E.Gunnerus
- Ulva stenophylla Setchell & N.L.Gardner, 1920
- Ulva stenophylloides L.G.Kraft, Kraft & R.F.Waller, 2010
- Ulva stipitata J.E. Areschoug, 1850
- Ulva sublitoralis Segawa
- Ulva sublittoralis Segawa, 1938
- Ulva subulata (Wulfen) Naccari
- Ulva taeniata (Setchell) Setchell & N.L.Gardner, 1920
- Ulva tanneri H.S.Hayden & J.R.Waaland, 2003
- Ulva tenella Kützing vagy Lenormand ex Kützing
- Ulva tenera Kornmann & Sahling
- Ulva tenuissima Schousboe
- Ulva tepida Masakiyo & S.Shimada, 2014
- Ulva tesellata J.D.Hooker & Harvey
- Ulva tetragona A.P.de Candolle, 1807
- Ulva torta (Mertens) Trevisan, 1841
- Ulva tournefortii (J.V.Lamouroux) Pollini
- Ulva tremelloides (Bertoloni) Pollini
- Ulva trichophylla Kützing
- Ulva tropica Mertens, 1819
- Ulva tuberosa Palisot de Beauvois
- Ulva turbinata Pollini
- Ulva ulvella H.Davies
- Ulva umbilicata S.F.Gray, 1821
- Ulva uncialis (Kützing) Montagne, 1850
- Ulva uncinata Mohr vagy Mertens
- Ulva undulata Raddi vagy Turra, 1780
- Ulva usneoides Bonnemaison
- Ulva utricularis (Roth) C.Agardh
- Ulva utriculata Poiret, 1817
- Ulva utriculosa C.Agardh
- Ulva uvoides Bory de Saint-Vincent
- Ulva ventricosa A.P.de Candolle
- Ulva venusta Schousboe
- Ulva vermicularis Roth vagy Schrank
- Ulva vesiciformis Delarbre
- Ulva vinosa Gouan
- Ulva viridis Forssk.
- Ulva woodwartii Poiret